# Kuknūr
Kuknūr är en ort i Indien.   Den ligger i distriktet Koppal och delstaten Karnataka, i den södra delen av landet, 1 500 km söder om huvudstaden New Delhi. Kuknūr ligger 598 meter över havet och antalet invånare är 15 718.
Terrängen runt Kuknūr är platt. Runt Kuknūr är det ganska tätbefolkat, med 179 invånare per kvadratkilometer. Kuknūr är det största samhället i trakten. Trakten runt Kuknūr består till största delen av jordbruksmark.